# Grundeigentümer-Versicherung
Die Grundeigentümer-Versicherung VVaG (kurz GEV) wurde 1891 in Hamburg durch den Grundeigentümer-Verein in Hamburg von 1832 e. V. als Haftpflicht-Versicherungs-Verein der Hamburger Grundeigentümer gegründet und ist auf den Versicherungsschutz rund um das Grundeigentum spezialisiert. Sie ist bis heute vollständig unabhängig.

## Geschichte
Der Grundeigentümer-Verein in Hamburg von 1832 e. V., dessen Mitglieder private Hamburger Grundeigentümer waren, gründeten 1891 den „Haftpflicht-Versicherungs-Verein der Hamburger Grundeigenthümer“. Zweck war es, „seine Mitglieder gegen Schadensersatz-Ansprüche zu versichern, welche gegen sie in ihrer Eigenschaft als Grundeigenthümer in Folge von körperlichen Unfällen oder Sach-Beschädigungen erhoben werden können“. Dabei waren sie erfüllt vom Gedanken der Selbsthilfe, der für die so ins Leben gerufene Solidargemeinschaft gelten sollte.
Mit dem Wachstum Hamburgs Anfang des 20. Jahrhunderts zeigte auch der Haftpflichtversicherungs-Verein eine Aufwärtsentwicklung. Selbst als 1914 der Erste Weltkrieg ausbrach und in allen Wirtschaftsbereichen hohe Verluste und enorme Umsatzrückgänge zu verzeichnen waren, gewann der Versicherungsverein weiter an Bedeutung. Erst die Rezession der Zwanzigerjahre stoppte die Aufwärtsentwicklung.
Diese setzte in den Dreißigerjahren wieder ein. Es wurde kräftig gebaut und die Mieten stiegen. Mit der Machtübernahme durch die Nationalsozialisten wurde die Entwicklung des Haftpflichtversicherungs-Vereins stark eingeschränkt. Er versuchte mit allen Mitteln den Spielraum für seine unternehmerisch verantwortlichen Entscheidungen zu behalten. 1936 konstituierte sich die „Vereinigung deutscher Haus- und Grundbesitzer-Versicherungsgesellschaften e. V.“, deren Vorsitzender Diplom-Volkswirt Kurth, Vorstandsvorsitzender des Haftpflichtversicherungs-Vereins der Hamburger Grundeigenthümer wurde.
1941 konnte der Verein durch eine weitreichende Satzungsänderung mit Zustimmung der Aufsichtsbehörde auch andere Versicherungszweige betreiben.
Nach Ende des Zweiten Weltkrieges konnte der Fortbestand des Vereins trotz niedriger Beitragseinnahmen gesichert werden.
Mit dem Wiederaufbau und durch die gewaltige Aufbauleistung der Bauwirtschaft ging es 1953 auch für den Haftpflicht-Versicherungs-Verein aufwärts. Er gab sich eine neue Satzung und neue Versicherungsbedingungen.
1956 fasste die ordentliche Mitgliederversammlung den Beschluss, den Geschäftsbetrieb auf Privat-, Familien- und Hundehalter-Haftpflichtversicherung zu erweitern.
1963 kaufte man die erste eigene Immobilie am Beselerplatz in Hamburg-Othmarschen.
1965 kamen die Feuer-, Einbruchdiebstahl-, Beraubungs-, Glas- und Wasserschadenversicherung sowie die kombinierte Hausratversicherung dazu.
1967 wurde die verbundene Hausratversicherung um die Sturmschadenversicherung erweitert.
1968 beschloss die Mitgliederversammlung, den Geschäftsbereich auf die Länder Bremen, Niedersachsen und Schleswig-Holstein auszudehnen. Das Bundesaufsichtsamt für das Versicherungswesen (Vorgängerbehörde der heutigen BaFin) stimmte jedoch nur der Ausweitung in einem Umkreis von 100 Kilometern um Hamburg zu.
1969 wurde der Haftpflichtversicherungs-Verein der Hamburger Grundeigentümer von einem kleinen Versicherungsverein auf Gegenseitigkeit in einen großen Versicherungsverein auf Gegenseitigkeit umgewandelt und erhielt den Namen Grundeigentümer-Versicherung – Versicherungsverein auf Gegenseitigkeit in Hamburg.
1971 weitete die Grundeigentümer-Versicherung ihren Geschäftsbereich auch auf die Bundesländer Bremen, Niedersachsen und Schleswig-Holstein aus. Das Angebot an Versicherungen wurde rund um die Immobilie sukzessive ausgedehnt.
Die GEV führte im Jahr 1971 die sogenannte Abwasserklausel in die Versicherungsbedingungen der Haus- und Grundbesitzerhaftpflichtversicherung ein. Damit wurden Abwasserschäden, die bei einem Dritten durch Rückstau oder Rohrbruch entstehen, versicherbar.
Mit der Fortsetzungsklausel in den Haftpflichtversicherungsbedingungen führte die GEV eine weitere Neuerung ein. Demnach sind Ehepartnerinnen oder Ehepartner verstorbener Versicherungsnehmer weiterhin versichert bis zur nächsten Beitragsrechnung. Vorher endete der Versicherungsschutz mit dem Tod des Versicherungsnehmers und die Partner blieben ohne Schutz zurück. Beide Klauseln gehören mittlerweile zu den standardmäßigen Versicherungsleistungen.
1978 erfolgte der Zusammenschluss mit den Versicherungsvereinen Berlin, Niedersachsen und Hamburg, es entstand der Spezialversicherer für die Risiken aus Haus-, Wohnungs- und Grundbesitz. Mit dem Zusammenschluss der vier Gesellschaften firmierte der Versicherer auf den Namen Grundeigentümer-Versicherung Versicherungsverein auf Gegenseitigkeit um.
Mit der Schaffung der neuen Grundeigentümer-Versicherung wurde das Geschäftsgebiet auf die gesamte Bundesrepublik und West-Berlin ausgebaut, später nach der Wiedervereinigung auch auf ganz Deutschland.
1994 zog die GEV in das neu erworbene Bürogebäude in die Große Bäckerstraße um, das bis heute der Standort des Unternehmens ist.
2003 war die Gründung der GET Service GmbH – Versicherungsmakler für Grundeigentümer zur Betreuung der Haus- & Grundbesitzer-Vereine, die sich in der Zwischenzeit bundesweit etabliert haben.

## Unternehmensstruktur
Die GEV firmiert auch heute noch als Versicherungsverein auf Gegenseitigkeit (VVaG), die ursprünglichste Gesellschaftsform für eine Versicherung. Sie lebt unverändert das Gegenseitigkeitsprinzip der im Mittelalter geschaffenen Zusammenschlüsse zur wechselseitigen Hilfe. Laut Satzung sind die Versicherungsnehmer gleichzeitig Mitglieder, deren Interessen durch gewählte Mitgliedervertreter in der Hauptversammlung wahrgenommen werden. Die Erträge der GEV werden ausschließlich für Preisstabilität und Stärkung der wirtschaftlichen Leistungskraft verwendet. Die GEV ist bis heute unabhängig tätig, keinen Aktionären verpflichtet und in keinen Konzern eingebunden. Die GEV ist Mitglied im Gesamtverband der Versicherer (GDV).